# イベリア連合

イベリア連合
Unión Ibérica (スペイン語)
União Ibérica (ポルトガル語)

スペイン・ポルトガル帝国の地図（1598年）
  カスティーリャ枢機会議統治下の領域
  アラゴン枢機会議統治下の領域
  ポルトガル枢機会議統治下の領域
  イタリア枢機会議統治下の領域
  インディアス枢機会議統治下の領域
  Council of Flanders統治下の領域

イベリア連合（イベリアれんごう、スペイン語: Unión Ibérica、ポルトガル語: União Ibérica）は、1580年から1640年の間に存在した、カスティーリャ・アラゴン王国とポルトガル王国の王朝連合である。イベリア半島全域とスペイン・ポルトガルの海外領土がスペイン・ハプスブルク家のフェリペ2世、フェリペ3世、フェリペ4世の統治下におかれた。 この連合は、ポルトガルの王位継承危機とそれに続くポルトガル継承戦争の後に始まり、ブラガンサ家がジョアン4世を新しいポルトガル国王として即位させ、ポルトガルの新しい支配王朝として確立させたポルトガル王政復古戦争まで続いた。同君連合として、1人の君主を共有しながらも、ポルトガルとスペインの両王国はともに独立国としての地位を維持した。
ハプスブルク家のスペイン分家の国王は、カスティーリャ、アラゴン、ポルトガル、イタリア、フランドル、インディアスの6つの政府会議が支配する複数の王国や領域をつなぐ唯一の要素であった。各王国の政府、制度、法的伝統は互いに独立したままであった。外国人法（Leyes de extranjería）は、ある王国の国民は、他のすべての王国では外国人であると定めた。

ポルトガルの君主でもあったスペイン・ハプスブルク家の王たちの紋章。ポルトガル王国の紋章は、カスティーリャ＝レオンとアラゴン＝シチリアの紋章の間にある、紋章学的にはオーナー・ポイントと呼ばれる位置にあるのが注目される。

## 背景
イベリア半島の統一は、長い間西ゴート王国の復活を意図したこの地域の君主の目標であった。サンチョ3世とアルフォンソ7世は「全ヒスパニアの皇帝」の称号を得た。1109年にアルフォンソ7世が亡くなった後、王国を統合する試みが数多く行われ、特に婚姻政策がとられた。ポルトガル、レオン、カスティーリャ、アラゴンの王位を継ぐはずだったが若くして亡くなったミゲル・ダ・パスや、落馬事故で時期尚早に死亡さえしなければカトリック両王の長女と結婚するはずだったポルトガル王子アフォンソの試みは有名である。

## 設立

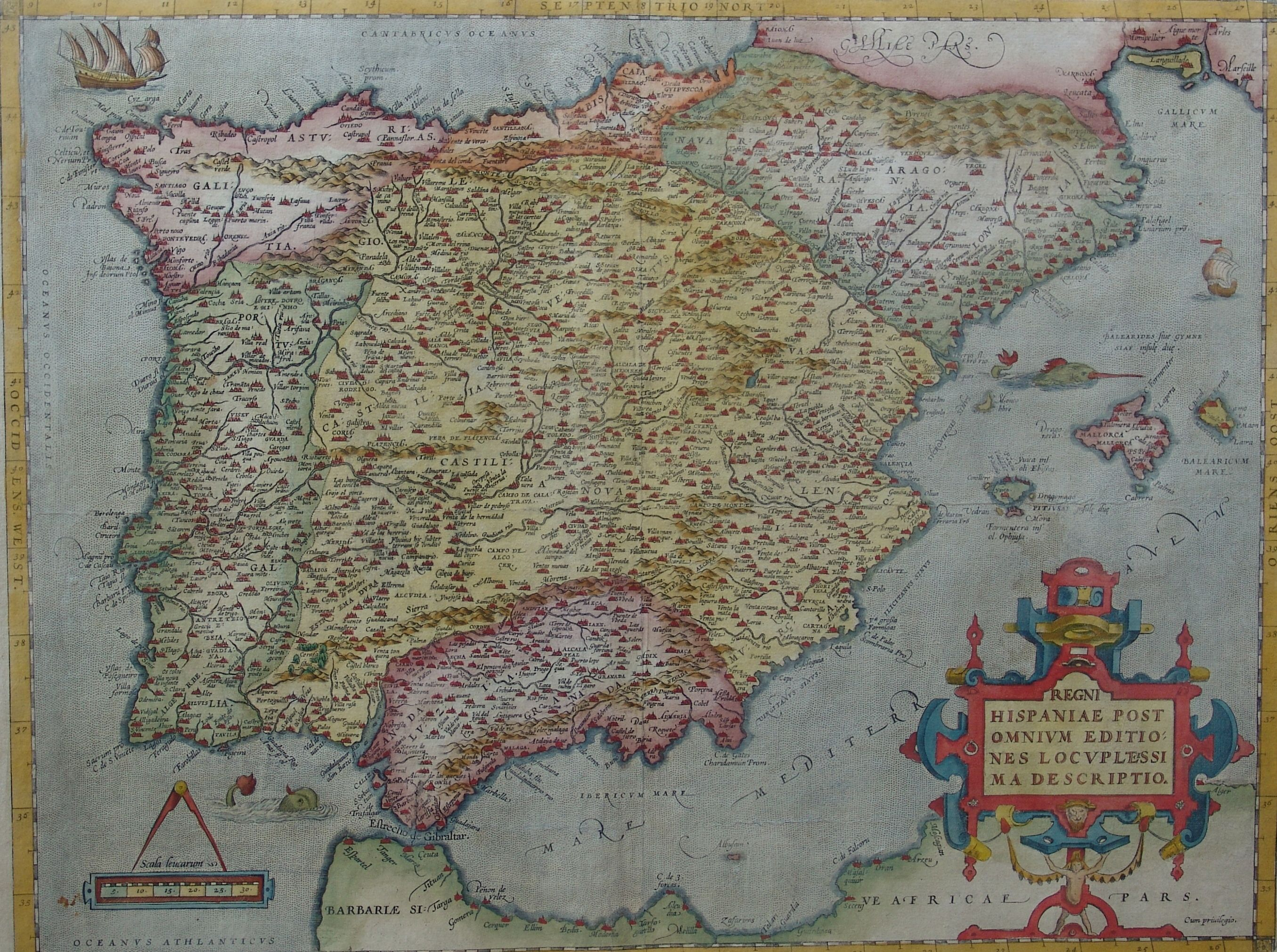
イベリア半島の地図（1570年）

1578年のアルカセル・キビールの戦いで若き国王セバスティアン1世が戦死した。セバスティアンの大叔父で後継者のエンリケ枢機卿は、当時66歳だった。エンリケの死後、マヌエル1世の3人の孫、ブラガンザ公爵夫人カタリナ・デ・ポルトゥガル（第6代ブラガンサ公ジョアン1世と結婚）、クラト司教アントニオ、そしてスペイン王フェリペ2世が王位を継承する危機が訪れた。アントニオは1580年7月24日にサンタレンの人々によってポルトガル国王に即位し、その後全国の多くの市や町でも即位した。フェリペを支持していたポルトガル総督府の一部のメンバーはスペインに逃れ、フェリペをエンリケの合法的な後継者と宣言した。フェリペはポルトガルに進軍し、アルカンタラの戦いでクラト先王に忠実な軍隊を破った。3代目アルバ公が指揮する地方占領軍（テルシオ）がリスボンに到着した。アルバ公はポルトガル地方をフェリペに服従させてからリスボンに入り、莫大な財宝を奪い、その間に兵士たちに首都近辺の略奪を許した。1581年、フェリペはトマールのコルテスで王として認められ、ハプスブルク家のポルトガル支配が始まった。1583年、フェリペはマドリードに向かう際、甥のアルブレヒトをリスボンで副王に任命した。マドリードには、ポルトガル情勢について助言を与えるポルトガル評議会が設置された。
アントニオは、英西戦争によってもたらされた好機を利用して1589年4月にイングランドを説得し、ポルトガルへの陸海共同攻撃を支援させた。フランシス・ドレークとジョン・ノリスが率いた120隻、19,000人の遠征は、計画の不備により失敗に終わった。
ポルトガルの地位は、連合下の最初の2人の王、フェリペ2世とフェリペ3世の下で維持された。両君主はスペインの宮廷でポルトガル貴族に優れた地位を与え、ポルトガルは独立した法律、通貨、政府を維持した。また、王都をリスボンに移そうという案まで出ていた。

## ポルトガル帝国の挑戦

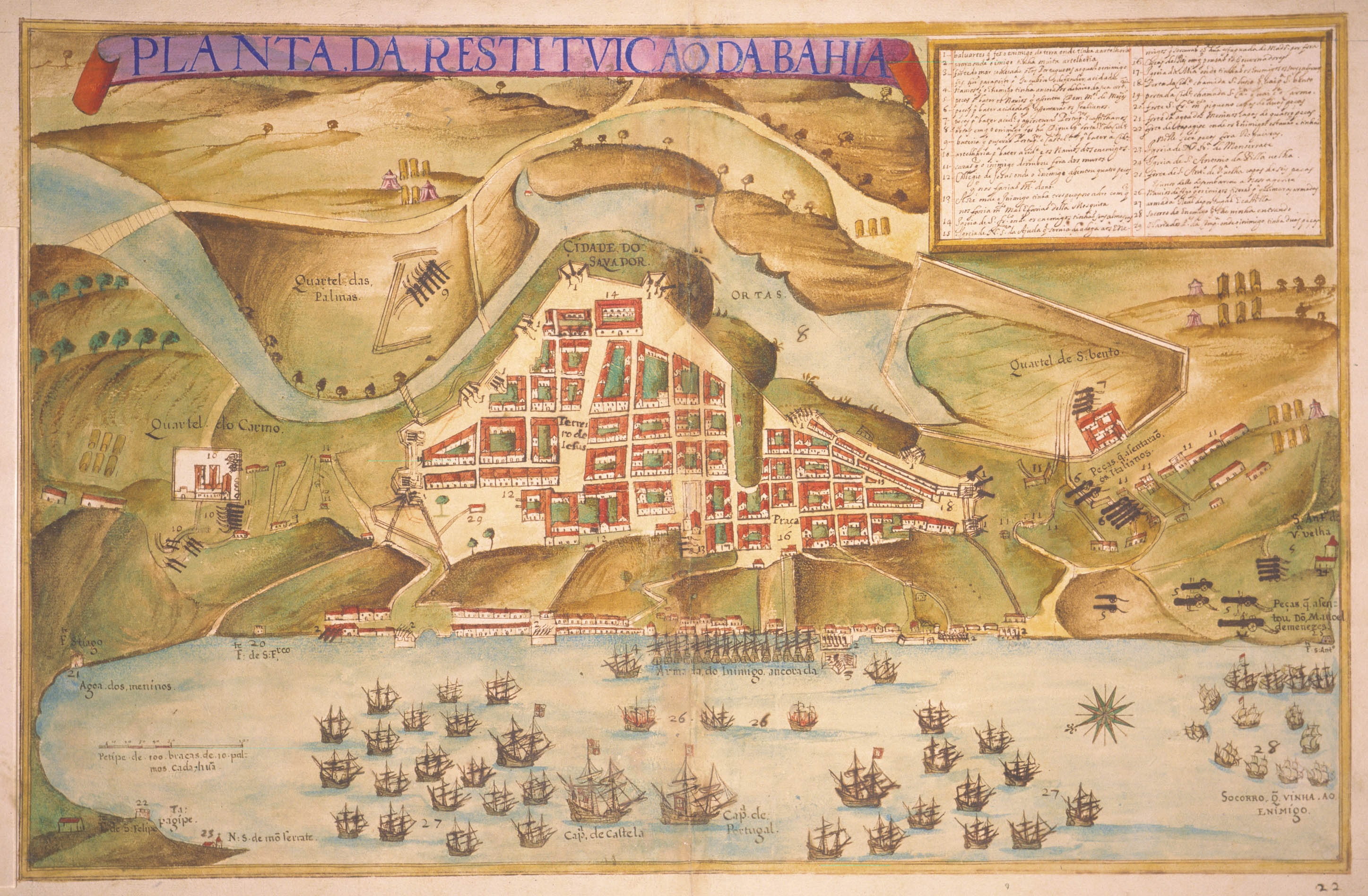
1625年、ブラジルのサルヴァドール市をポルトガルが解放したときの地図。

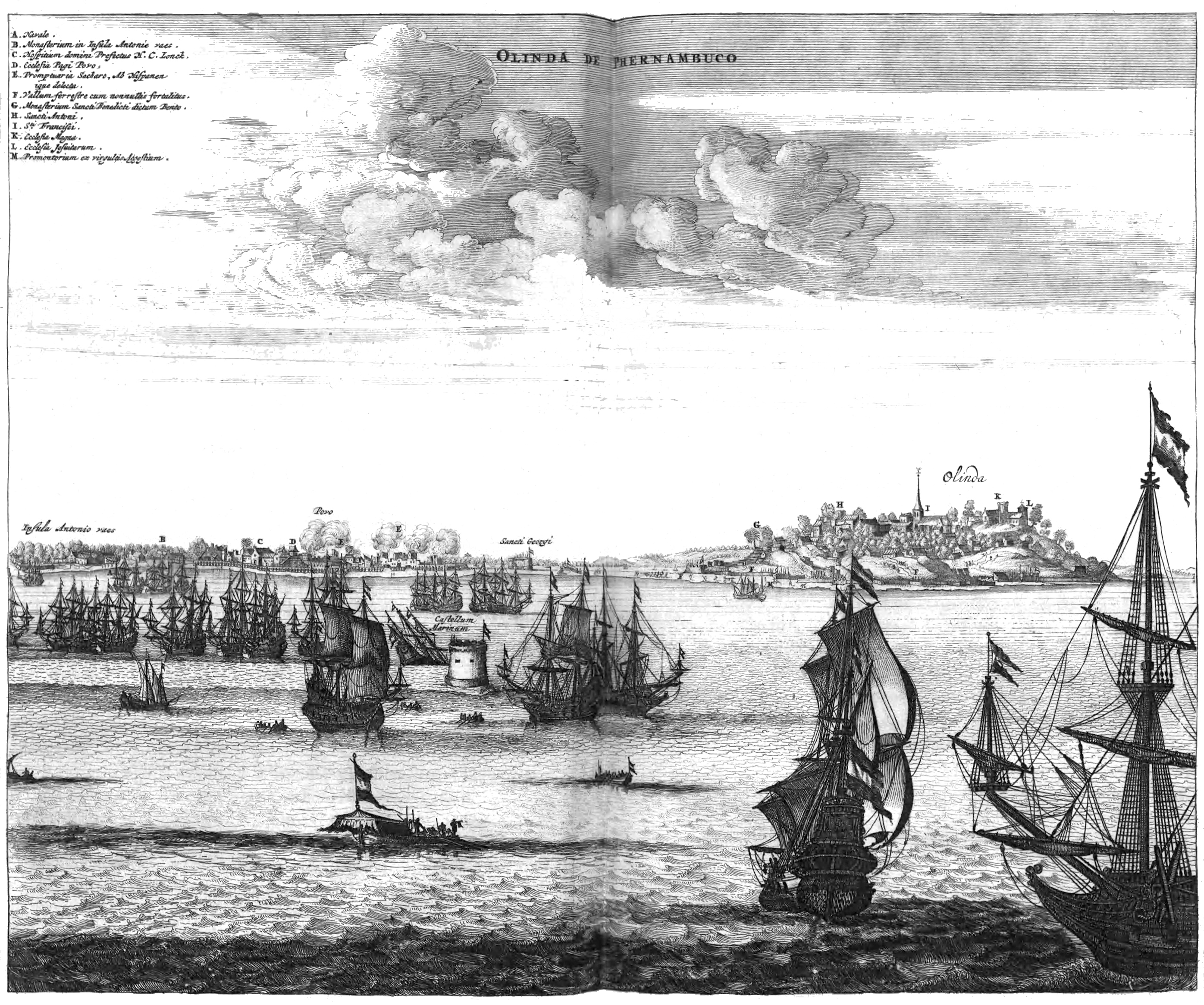
1630:世界最大の砂糖生産地であるブラジル・ペルナンブーコ州のオリンダをオランダが包囲する。

17世紀の間、ポルトガルの商船はオランダ、イングランド、フランスの私掠船による襲撃を頻繁に受けた。さらにこれらの国々がアフリカ、アジア、アメリカ大陸に商館を設立したことにより、ポルトガルは香辛料貿易の独占を維持できなくなった。その結果、ポルトガルの香辛料貿易は長期間に渡り衰退を続けた。また、ハプスブルク家が三十年戦争においてカトリック側の支援のためにポルトガルの富を流用したことで連合の関係は緊張したが、ポルトガルはブラジル植民地の維持とオランダ貿易の妨害という点において、スペインの軍事力の恩恵を受けていた。これらの出来事と、アヴィス朝やイベリア連合の末期の出来事は、ポルトガルを、最初にインド、次にブラジルという植民地への依存に陥らせることになった。
2つの王家の合体により、ポルトガルは独自の外交政策がとれなくなり、スペインの敵が同時にポルトガルの敵となった。このうちイングランドは、1386年のウィンザー条約以来ポルトガルの同盟国であった。しかひ、スペイン・イギリス間での戦争により、ポルトガルは最古の同盟国と関係が悪化し、ホルムズを失った。国王に対する反乱でイングランド女王エリザベス1世による援助を受けたことで、同盟の継続は確実となった。オランダとの戦争は、セイロン（現在のスリランカ）を含むアジア各国への侵略や、日本、アフリカ（ミナ）、南アメリカでの商業利権獲得につながった。ポルトガルはセイロン島全体の占領までは至らなかったものの、沿岸地域を長期間に渡って支配下に置くことができた。一方、ブラジルはフランスとネーデルラント17州によって部分的に征服された。
17世紀、ポルトガルの弱体化に乗じて、ブラジルにおけるポルトガル領の多くがオランダに占領され、オランダはサトウキビプランテーションの獲得に成功した。ナッサウ＝ジーゲン侯ヨハン・マウリッツは、1637年にオランダ西インド会社からオランダ領ブラジルの総督に任命された。彼は1637年1月、ペルナンブーコの港、レシフェに上陸した。一連の遠征が成功し、オランダの領地はら南のセルジッペから北のサン・ルイス・デ・マランハンまで徐々に拡大した。さらに、ポルトガルの領地である西アフリカ沿岸のエルミナ城、セント・トーマス、アンゴラのルアンダを征服した。1640年に連合が解消されると、ポルトガルは帝国の失われた領土に再び権威を確立した。オランダのブラジルへの侵入は長く続き、ポルトガルにとって厄介な存在となった。17州は、バイーア州（とその州都サルヴァドール）、ペルナンブーコ州（とその州都オリンダ）などブラジル沿岸部の大部分を占領した。ブラジル北東部全域が占領されたが、オランダの占領地は短命に終わった。1625年、スペインとポルトガルの艦隊がサルヴァドールによる奪還を機に、失われた領土を急速に回復していった。1630年にオランダが再び訪れ、世界最大かつ最も豊かな砂糖の産地であるレシフェとオリンダを占領した。これにより、ブラジルをめぐる戦争が始まり、オランダはニューホラントという植民地を建設することになる。しかし、ペルナンブカーナの反乱と呼ばれる紛争で2回目の決戦となった第2次グアラペスの戦いで、オランダによるポルトガル植民地ブラジルの占領が終了した。
一方、ポルトガルがインド洋を囲むアフリカ・アジア沿岸を、スペインが太平洋と中南米両岸を支配し、両国で大西洋の空間を共有することで、両国は世界的な支配域を開いた。

## 連合の衰退とポルトガルの反乱

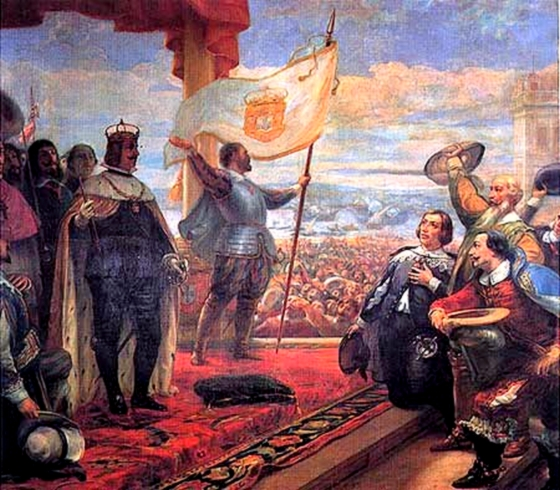
ジョアン4世のポルトガル国王としての宣言（1908年）

ポルトガル王フィリペ2世（兼スペイン王フェリペ3世）の死後、フィリペ3世（兼スペイン王フェリペ4世）が即位し、ポルトガル問題に対して異なる方針をとった。増税は主にポルトガル商人に影響を与えた。ポルトガル貴族はスペインのコルテスでの地位を失い始め、ポルトガルの官職はスペイン人に占拠されるようになった。最終的には、フィリペ3世はポルトガルを王室属州にしようとし、ポルトガル貴族は権力をすべて失った。
ポルトガルがスペインとの同君連合を支持する立場を損なう要因は他にもいくつもあった。その中でも特に大きな要因の一つは、中央政府からの圧力であり、特にオリバーレス伯公爵が進めた統一政策と、カスティーリャのヨーロッパでの戦争における財政・軍事的負担の分担要求であった。しかし、名目上はスペインとポルトガルが同じ国王のもとにあったにもかかわらず、スペインはオランダ西インド会社によるポルトガルの植民地占領を防ぐことができなかったため、ポルトガルはこの負担分担に協力する気がほとんど無かった。
こういった状況は、フィリペ1世の戴冠から60年後の1640年12月1日、貴族と上層ブルジョアジーによる革命で頂点に達した。この革命は予測できたことではあるが、最も端的なきっかけは、王室に対するカタルーニャの民衆の反乱であった。この計画は、アンタオ・ヴァス・デ・アルマダ、ミゲル・デ・アルメイダ、ジョアン・ピント・リベイロの3人がたてたものであった。彼らは、40人の謀議者と呼ばれる数人の仲間とともに、カスティーリャ軍がイベリア半島の反対側で占領していたことを利用した。反乱軍は国務長官ミゲル・デ・ヴァスコンセロスを殺害し、王の名代としてポルトガルを統治していた王の従兄弟マントヴァ公妃を幽閉した。フィリペの軍隊は、当時三十年戦争に加え、先に述べたカタルーニャの反乱でも戦っていたため、このタイミングはよく選ばれたものであった。
民衆の支持はすぐに明白になり、第8代ブラガンサ公ジョアンが、ジョアン4世としてポルトガル国王として国中に謳われるようになったのである。1640年12月2日までには、ジョアンはすでに君主としてエヴォラ市会議所に書簡を送っていた。

## 王政復古戦争と連合の終焉
後続のポルトガル王政復古戦争（ポルトガル語: Guerra da Restauração）は、フィリップ3世に対する戦争で、主に国境付近での小さな小競り合いであった。最も重要な戦いは、エルバスのラインの戦い（1659年）、アメイシャルの戦い（1663年）、カステロ・ロドリゴの戦い（1664年）、モンテス・クラロスの戦い（1665年）で、これらの戦いはすべてポルトガルが勝利した。しかし、スペイン軍はヴィラノヴァの戦い（1658年）とベルレンガ島の戦い（1666年）で勝利を収めた。 モンティージョの戦い（1644年）は、スペインの大成功で始まり、ポルトガルの成功で終わるといったもので、死傷者の数はほぼ同じであった。
ジョアン4世が戦力強化のために行ったいくつかの決断により、これらの勝利がもたらされた。1640年12月11日、すべての作戦を組織するために戦争評議会が創設された。次に、国王は国境付近の要塞、リスボンの仮想防衛、守備隊と海港を管理するために、辺境評議会を創設した。1641年12月には、地方税で支払われるすべての要塞の強化を保証するための借款が作成された。また、ジョアン4世は軍隊を組織し、セバスチャン王の軍事法を制定してイングランドとの良好な関係の回復に焦点を置いた熱心な外交活動を展開した。一方スペイン軍は、ピレネー山脈沿いのカタルーニャ地方、イタリア、ネーデルラントにおけるフランスとの戦いで手一杯だった。そのため、ポルトガルのスペイン軍は十分な支援を受けることができなかった。にもかかわらず、フェリペ4世は自分の正当な遺産を手放すわけにはいかないと考えた。フランスとの戦争が終結する1659年までには、ポルトガル軍は十分に力をつけ、疲弊したスペイン政権が支配権を取り戻そうとする最後の大きな試みに立ち向かう準備が整っていた。
イギリス兵はポルトガルに派遣され、1663年6月8日、エストレモスの近くのアメイシャルで、ポルトガル軍がフアン・ホセの軍勢を撃退するのを助けた。スペイン軍は8000人の兵士と全ての大砲を失ったが、ポルトガル軍は2000人の死傷者にとどまった。1664年7月7日、約3000人のポルトガル人がフィゲイラ・デ・カステロ・ロドリゴ付近で7000人のスペイン人と遭遇し、2000人を殺害、500人を捕虜にした。多くのスペイン人コミュニティは人口を失い、その衰退をポルトガルとの戦争のせいにした。ルイ14世はフランス軍をリスボンに派遣した。また、1665年6月17日にドイツ軍のフリードリヒ・ヘルマン・ショーンベルク将軍が約2万人のポルトガル軍を率いて、ヴィラ・ビソサ近くのモンテス・クラロスでわずか700人の死者と2千人の負傷者で勝利を収めた。22,600人のスペイン軍は、4,000人の死者と6,000人の捕虜を出すといった打撃を受けた。また、スペインがポルトガルとの戦争のために2,500万ドゥカートを浪費したため、マドリードで抗議運動が起こった。しかし、スペインはさらに2年間戦争を続けようとした。最終的に、スペインはポルトガルの主権を認め、1668年2月13日に講和を結んだ。

## 遺産

### バスク州

バスク州の紋章

スペインのバスク自治州では、イベリア連合時代にバルデゴビアが王家の紋章を採用し、ナバラの紋章とポルトガルの紋章がオーナー・ポイントに加えられた。

### セウタ

セウタの紋章

セウタの市旗

スペインの都市セウタは、1640年のイベリア連合崩壊までポルトガル帝国の一部であったが、その後スペインに残留することを決めた。
そのため、市の紋章はポルトガル王国の紋章とほぼ同じで、赤い縁取りの上に7つの城が描かれ、5つのエスカッシャンには銀の丸が付けられている。
また、市旗のジャイロニーはリスボンの市旗と同じで、これは1415年にポルトガル軍がセウタを征服した際、この旗を最初に掲げたことを記念している。

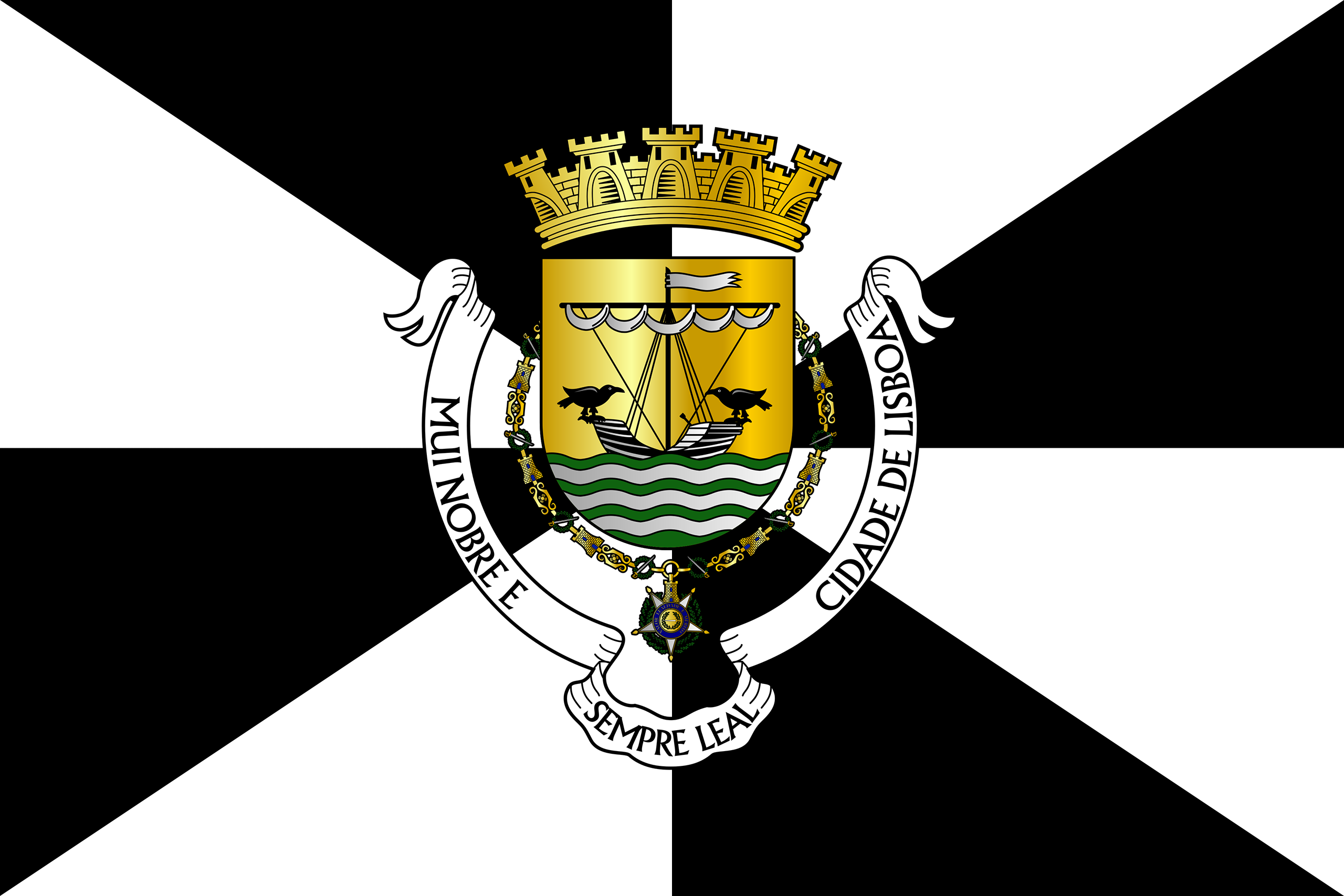
リスボンの旗